# Mor Koczan

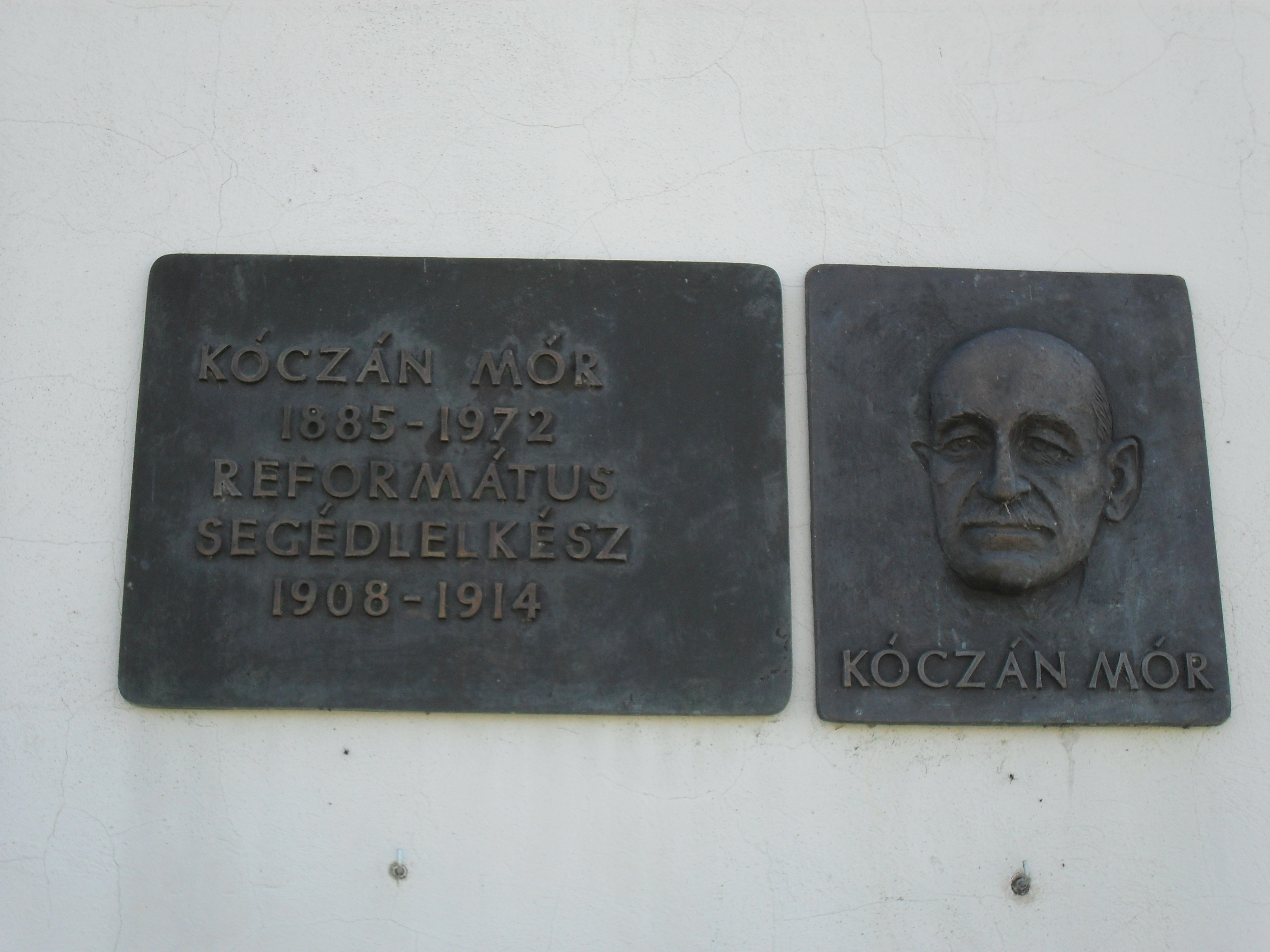
Placa conmemorativa de Mór Kóczán

Mor Koczan (Hungría, 8 de enero de 1885-12 de julio de 1972) fue un atleta , especialista en la prueba de lanzamiento de jabalina en la que llegó a ser medallista de bronce olímpico en 1912.

## Carrera deportiva
En los JJ. OO. de Estocolmo 1912 ganó la medalla de bronce en el lanzamiento de jabalina, llegando hasta los 55.50 metros, tras el sueco Erik Lemming que con 60.64 m batió el récord olímpico, y el finlandés Julius Saaristo (plata).